# 李华忠
李华忠（1935年10月—2020年2月24日），男，山东掖县人，中华人民共和国政治人物，曾任鞍山钢铁公司党委常委、总经理，第八、九届全国人大代表，中共十三大代表。